# RNase L
RNase L is een ribonuclease, een enzym dat RNA afbreekt. "L" staat voor latent. Het is een deel van het niet-specifieke, aangeboren afweersysteem. Als interferon bindt aan receptoren op de cel, worden vele genen in gebruik genomen die bedoeld zijn om virussen te bestrijden, waaronder RNase L. RNA vormt een belangrijke tussenstap tussen het DNA (waar informatie ligt opgeslagen) en eiwitten (die celprocessen uitvoeren). Door RNA af te breken wordt de stofwisseling van de cel stilgelegd. Omdat virussen de stofwisseling van de cel voor verkeerde doeleinden gebruiken, kan dit een nuttig afweermechanisme van het lichaam tegen virussen zijn. Bij grote hoeveelheden RNAse L in een cel, gaat de cel in apoptose (= zelfmoord van de cel).
RNase L is ca. 84 kDa en bestaat uit 741 aminozuren. Om geactiveerd te worden moet het eerst binden met 2-5A, en vervolgens met een ander 2-5A/RNase-L koppel een homodimeer vormen.

## Betrokkenheid in ziekte
- Een genvariant van RNase L (R462Q) lijkt vaker voor te komen bij patiënten met prostaatkanker. Bij nader onderzoek van prostaatkankerweefsel werd inderdaad een tot dan toe onbekend retrovirus gevonden, xenotropic murine leukemia related virus (XMRV). Of dit virus prostaatkanker veroorzaakt is nog niet zeker,[1] hoewel deze vermoedens in september 2009 wel verder werden gestaafd door onderzoek van de universiteit van Utah in samenwerking met onderzoekers van Columbia University.[3]
- Het enzym is in verband gebracht met chronischevermoeidheidssyndroom: bij patiënten met CVS lijkt RNase L in het bloed vaker in bepaalde kortere vorm (37 kDa) voor te komen. Wat de betekenis daarvan is, is nog niet duidelijk.[2]